# Nagyfejű iszapteknős
A nagyfejű iszapteknős (Claudius angustatus) a hüllők (Reptilia) osztályába, a teknősök (Testudines) rendjébe és az iszapteknősök (Kinosternidae) családjába tartozó Claudius nem egyetlen faja.

## Előfordulása
Belize, Guatemala és Mexikó területén honos.

## Megjelenése
Testhossza 16,5 centiméter. Nevét testéhez képest nagy méretű fejéről kapta.